# Apotheta
Apotheta là một chi bướm đêm thuộc họ Geometridae.

## Các loài
- Apotheta tanymita Turner, 1931